# Два мільйони років по тому
«Два мільйони років по тому» (англ. Mega Shark Versus Giant Octopus, дос. «Мега Акула проти Гігантського Восьминога») — американський кінофільм режисера Джека Переса, що вийшов на екрани в 2009 році. «Два мільйони років потому» — назва, що використовувалась на території Росії, дослівний переклад назви — «Мега Акула проти Гігантського Восьминога».

## Зміст
Наукова група проводила експерименти з вивчення властивостей унікального підводного шару льоду. В результаті досліджень частина брили тане і випускає на волю своїх бранців, які були скуті протягом мільйонів років. Гігантська викопна акула і не менш могутній морський кракен влаштовують дуель титанічних масштабів, у результаті якої гинуть тисячі людей, не пристосованих до світу, де простори океану борознять настільки жахливі тварюки.

## Ролі
| Актор          | Роль                  |
| -------------- | --------------------- |
| Дебора Гібсон  | Емма Макнейл          |
| Лоренцо Ламас  | Аллан Бакстер         |
| Вік Чао        | Сейдзі Шімада         |
| Джонатан Нейшн | Вінс                  |
| Марк Генґст    | Дік Річі              |
| Майкл Тех      | -                     |
| Кріс Гейлі     | Кендзі                |
| Шон Ловлор     | Ламар Сандерс         |
| Дастін Герніш  | Рульовий              |
| Дін Крейлінг   | Капітан-лейтенант США |

## Знімальна група
- Режисер — Джек Перес
- Сценарист — Джек Перес
- Продюсер — Девід Майкл Летт, Девід Майкл Летт, Девід Майкл Летт
- Композитор — Кріс Ріденауер